# Piper pseudolindenii
Piper pseudolindenii är en pepparväxtart som beskrevs av C. Dc.. Piper pseudolindenii ingår i släktet Piper och familjen pepparväxter. Inga underarter finns listade i Catalogue of Life.